# ماغنو
ماغنو (بالإنجليزية: Magno)‏ هو مصارع محترف أمريكي، ولد في 17 أغسطس 1984 في إل باسو في الولايات المتحدة.

## روابط خارجية
- ماغنو على موقع CageMatch worker (الإنجليزية)